# 神谷航平
神谷 航平（かみや こうへい、2005年6月20日 - ）は、日本の社会起業家。群馬県高崎市出身。NPO法人Change of Perspective代表理事。
Forbes Japan 30 under 30 2023 受賞者。MY PROJECT AWARD 2022 文部科学大臣賞受賞

## 来歴
中学生の頃、「登下校のときの靴の色は白のみ」「学校から帰宅後、午後4時までは自宅から外出してはいけない」といった校則に疑問を持ったことをきっかけに活動を開始。中3からの活動ということもあり実際に変えるまでは至らなかったものの、この時の経験が活動を全国に広げるきっかけになったと本人は後に語っている。
高校1年生になる2021年4月1日に群馬県教育委員会に県立高校の校則の開示を請求するも、「県庁に校則が保管されていない」という理由で不開示になる（のちに開示）。
開示を請求をした段階では、校則を公開するという目的はなく、純粋に群馬県内の高校の校則に興味を持って開示請求をした。開示された段階で、苦労して手に入れたものを、ただ自分の手元に置いておくのはなんだかもったいないと考え、広く一般に公開する活動を始めたと本人は後に語っている。
ほかの県や自治体に対しても開示請求を行い、Twitter（現X）などにおいて有志を募ったうえで校則のデータベースである「全国校則一覧」を開設。開示請求等を続けながら順次校則の公開を進め、1700校程度の校則が公開されている。
その過程において多数のメディア出演があり、大学での講演など幅広く活動している。
「全国校則一覧」の活動を通して、今まで公開されていなかった校則を広く一般に公開したことや、学校内民主主義の形成について啓発したことが評価され、Forbes Japan 30 under 30 2023などを受賞した。